# Rycerski

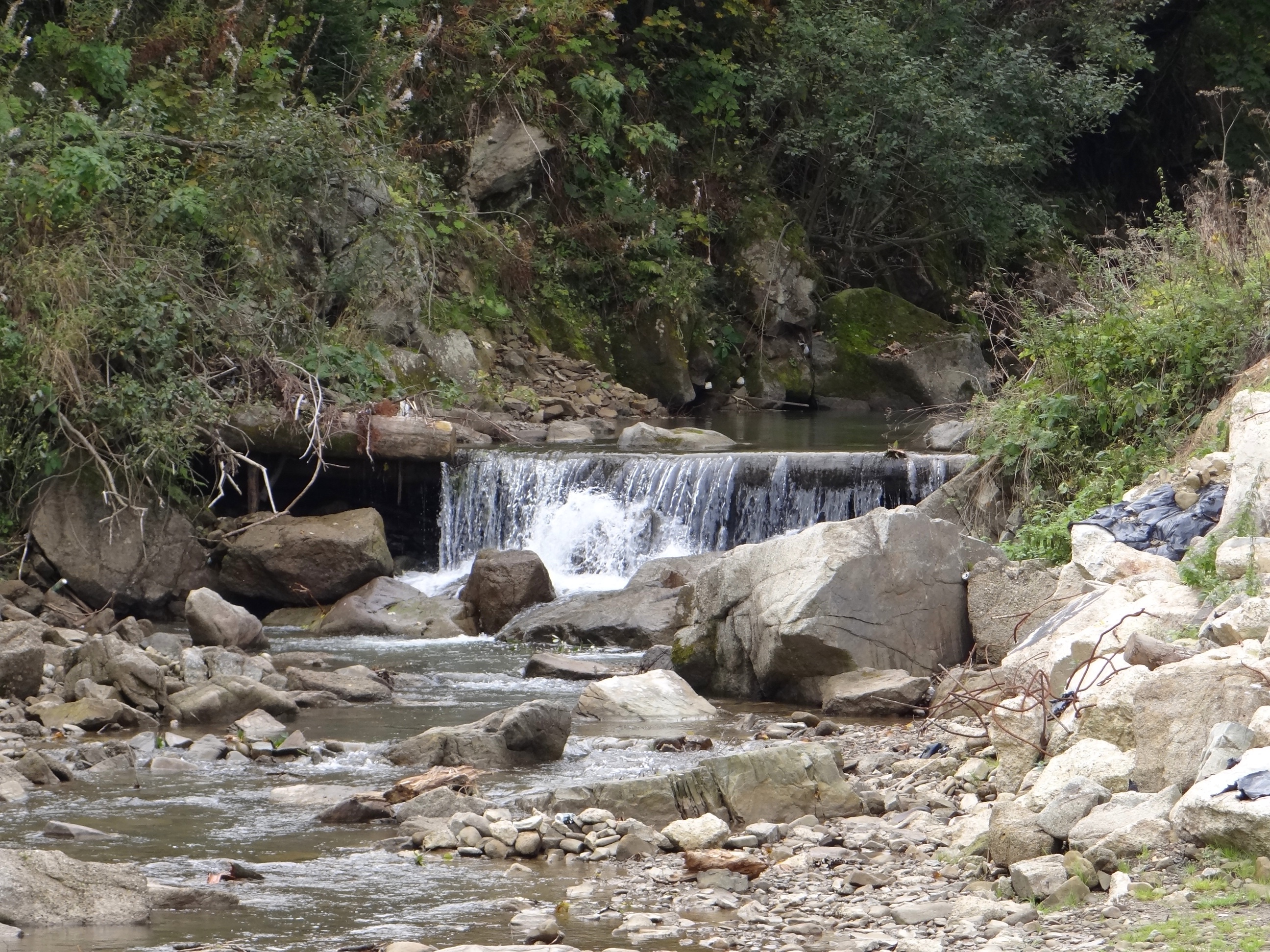
Rycerski Potok w Rycerce Górnej

Rycerski, Rycerski Potok – potok, dopływ Rycerki. Powstaje z połączenia potoku Śrubita z potokiem Racza uznawanym za górny bieg Rycerskiego. Połączenie potoków Racza i Śrubita następuje na wysokości około 716 m w lesie, u wschodnich podnóży szczytu Obłaz. Od tego miejsca potok Rycerski spływa w kierunku północnym, przez jakiś czas jeszcze przez las, później przez zabudowane tereny miejscowości Rycerka Górna. Po przyjęciu swojego największego dopływu – lewobrzeżnego potoku Radecki zmienia kierunek na północno-wschodni i w sąsiedniej miejscowości Rycerka Górna uchodzi do potoku Rycerka jako jego największy dopływ (lewy). Następuje to na wysokości około 550 m, w miejscu o współrzędnych 49°28′40″N 19°03′39″E/49,477778 19,060833.
Cały bieg i cała zlewnia potoku Rycerskiego znajdują się w Grupie Wielkiej Raczy w Beskidzie Żywiecko-Kisuckim. Głównymi dopływami są potoki: Racza (górny bieg Rycerki), Ciapków, Plaskórówka, Radecki, Zbójniczak. Spadek wysokości Rycerskiego od miejsca połączenia potoków Racza i Śrubita do ujścia do Rycerki wynosi około 217 m.